# Costasiella kuroshimae
Costasiella kuroshimae är en marin skallös snäckart, en havssnigel, inom ordningen Sacoglossa. Costasiella kuroshimae tillhör familjen Costasiellidae. Trots att de är djur utför de indirekt fotosyntes, via kleptoplasti. 

## Fakta
Arten uppptäcktes 1993 utanför den japanska ön Kuroshimas kust. Costasiella kuroshimae har hittats i vattnen nära Japan, Filippinerna och Indonesien. De lever i tropiska klimat. Typlokal är Kuroshima, Taketomi, Okinawa, Ryukyuöarna.
De har två mörka ögon och två rinoforer (ett sensoriskt organ som används för att uppfatta lukt och smak) som sticker upp från toppen av deras huvuden och ser ut som fåröron eller insektsantenner. Costasiella kuroshimae varierar i storlek från 5 till 10 mm i längd. Deras lövliknande utseende kommer sig av de utskott, så kallade cerata, som sitter i rader över kroppen. Dessa cerata innehåller matsmältningskörtlar som hjälper Costasiella kuroshimae att skaffa och lagra mat. De hjälper också till med försvar och andning. 
Costasiella kuroshimae är kapabla till en fysiologisk process som kallas kleptoplasti, där de behåller kloroplasterna från algerna de äter. Att de absorberar kloroplasterna från alger gör det möjligt för dem att indirekt utföra fotosyntes.
Costasiella kuroshimae är en selektiv matare av alger från släktet Avrainvillea, från vilken den binder kloroplaster till sina egna celler och behåller dem för kortsiktig fotosyntes. Även i frånvaro av aktiv fotosyntes ger kloroplasterna en näringslagring eller "skafferi" som underlättar snigelns överlevnad utan mat under en längre tid. Detta understryker den märkliga anpassningen hos C. kuroshimae bland icke-fotosyntetiska marina djur.

## Galleri

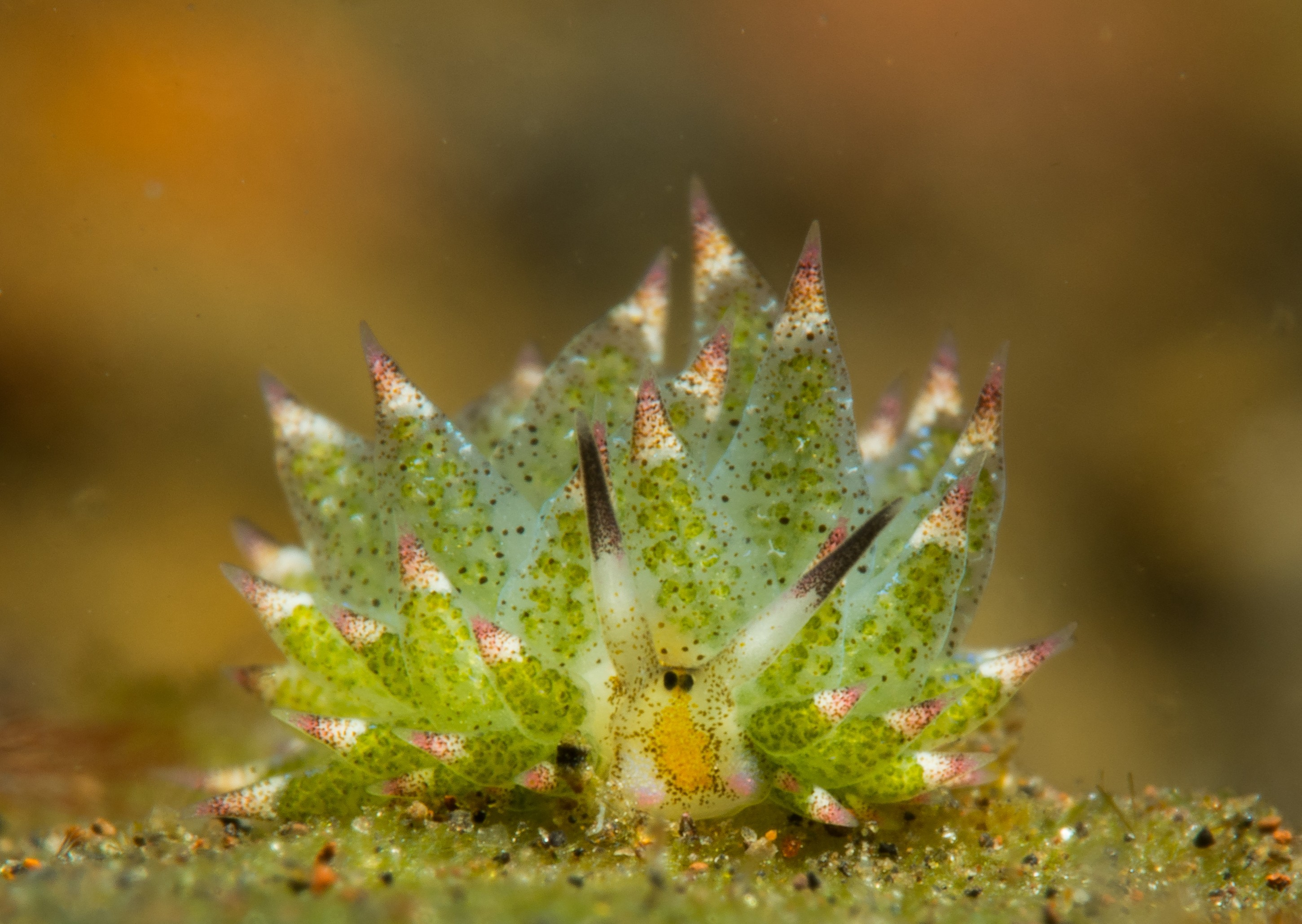
En bild av Costasella kuroshimae tagen framifrån.
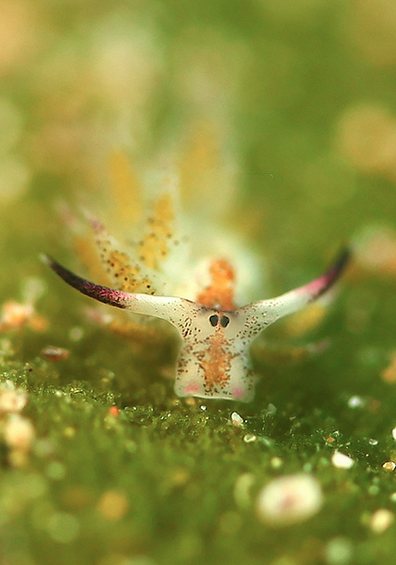
Costasiella kuroshimae tagen i Secret Bay Anilao dykplats, Batangas, Filippinerna
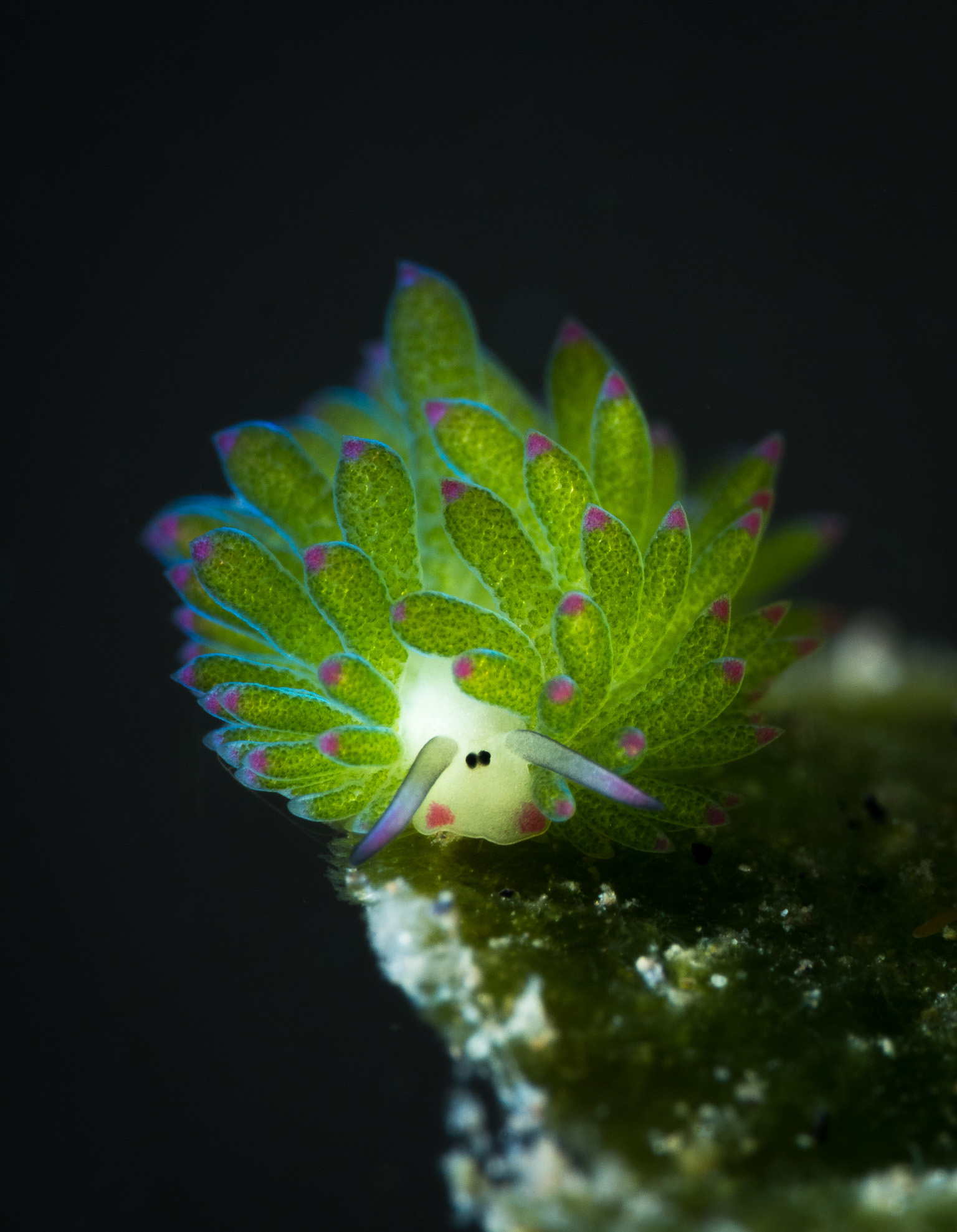
Costasella kuroshimae i Wakatobi National Park, 2015
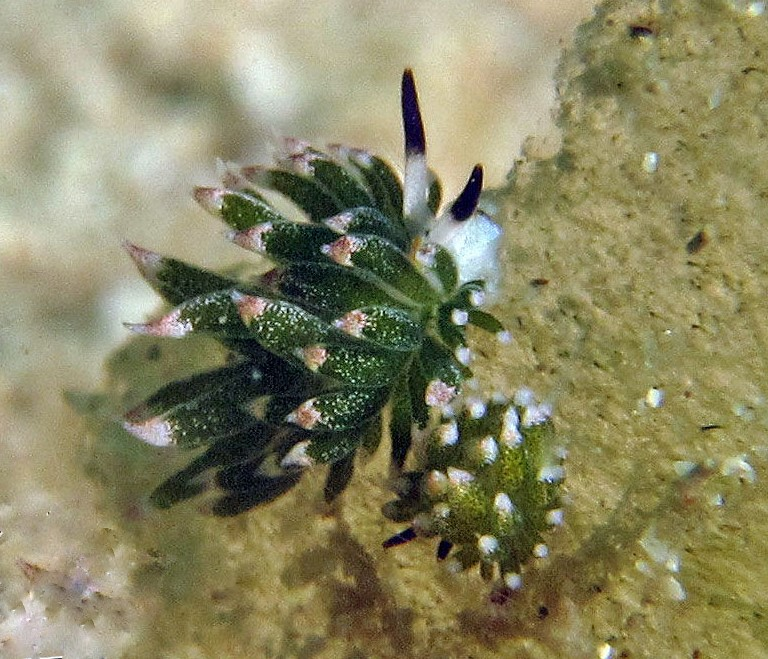
Costasella kuroshimae i Koh Phangan, 2014
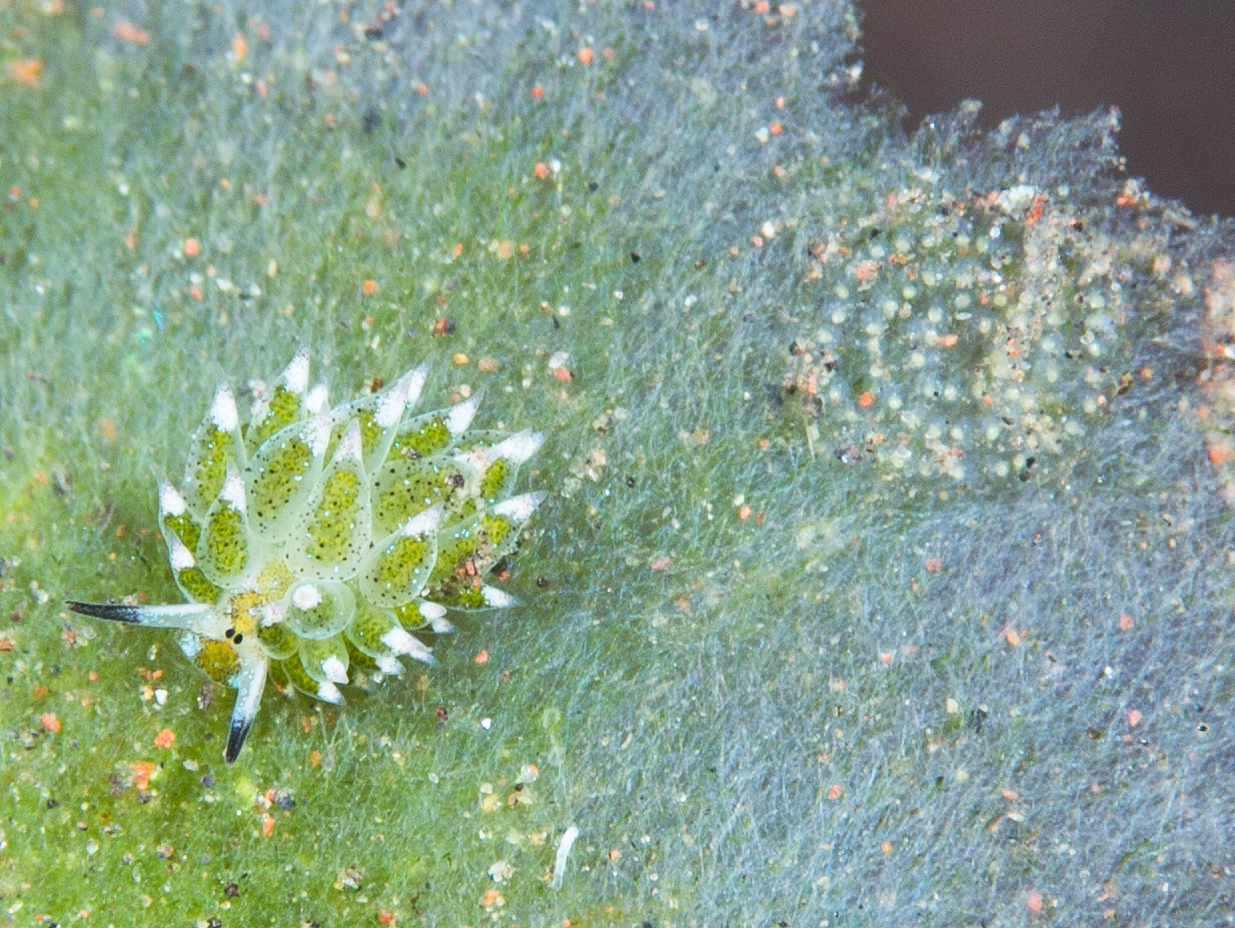
Costasella kuroshimae i Bali, Indonesien.